# Pablo Acosta
Pablo Emanuel Acosta Melo (Juan Lacaze, Colonia, 28 de febrero de 1990) es un futbolista uruguayo.

## Clubes
| Club               | País    | Año         |
| ------------------ | ------- | ----------- |
| Plaza Colonia      | Uruguay | 2008 - 2015 |
| Deportes Melipilla | Chile   | 2015 - 2016 |